# Prosopocoilus laterotarsus maedaorum
Prosopocoilus laterotarsus maedaorum es una subespecie de coleóptero de la familia Lucanidae.

## Distribución geográfica
Habita en Birmania.